# Blabia ferina
Blabia ferina là một loài bọ cánh cứng trong họ Cerambycidae.